# 殷锡福
殷锡福（1982年3月3日—），籍贯江苏常熟，是已退役的中国职业足球运动员，司职中场，惯用左脚，目前是上海申花的预备队教练。
殷锡福曾经被申花选送到巴西留学，回国后立刻入选沈祥福执教的国青队，并进入了申花一线队阵容，但是两年内始终未能获得太多上场机会，于2003年转投上海九城。2005年，他是为数不多的几位被俱乐部主席朱骏从九城带到上海联城的球员之一。2007年，联城与上海申花合并，殷锡福再次回到了上海申花。
2009年3月11日，殷锡福在亚冠联赛首回合比赛对新加坡军团队的比赛中攻入一个外脚背远射，这也是他在最初来到申花队十多年后第一次在正式比赛中入球。2010年，殷锡福全年都未能获得上场机会，赛季结束后出任预备队教练，基本就此退役。